# Chimere (film 1950)
Chimere è un film drammatico del 1950 diretto da Michael Curtiz.
Il film è basato sul romanzo di Dorothy Baker ispirato alla vita del cornettista jazz Bix Beiderbecke.

## Trama
Rick Martin, rimasto orfano in giovane età, è stato cresciuto da sua sorella che però lo ha sempre trascurato. Diventato grande, Rick conosce il trombettista di colore Art Hazzard che lo prende sotto la sua ala protettrice e inizia a insegnargli i segreti dello strumento. Rick, molto portato per la musica, diventa in breve tempo un trombettista famoso, ardito sperimentatore dei ritmi più diversi. Attraverso dure lotte, Rick riesce ad affermarsi e a imporre il suo modo di concepire la musica e si innamora di una donna, Amy North. Consapevole di avere un suo carattere scostante e certo di non poter essere felice per sempre con sua moglie, Rick cerca conforto nell'alcool per sfuggire alla sofferenza. Mentre, così facendo, Rick distrugge se stesso e il proprio talento, due persone gli tendono la mano, il pianista "Smoke" e la cantante Jo Jordan.